# Woolworth
A Woolworth (ou Woolworth's) foi uma rede de lojas internacional pertencente à empresa norte-americana "F. W. Company". Em 1997 passou a pertencer ao "Venator Group" e em 2001 ao grupo "Foot Locker Inc".

## História
A "F. W. Woolworth Company" foi uma empresa fundada em 1878 por Frank Winfield Woolworth e dedicada à venda de produtos a retalho.
A Woolworth foi a cadeia original de lojas americana a vender produtos com o preço fixo de cinco e dez centimos.
A primeira loja Woolworth de cinco cêntimos foi inaugurada por Frank W. Woolworth através de um emprèstimo de $300 dólares. Abriu em 22 de fevereiro de 1879, com sede em Utica, Nova Iorque e faliu poucas semanas depois. Na sua segunda loja, inaugurada em abril de 1879, com sede em Lancaster, Pensilvânia, Frank Woolworth expandiu o conceito para incluir mercadoria com o preço fixo de dez centimos. A segunda loja foi bem sucedida e Woolworth e seu irmão Charles Sumner Woolworth, abriram depois um grande número de lojas de cinco e dez cêntimos.
Em 1911, a empresa "F. W. Woolworth Company" foi constituida, unindo 586 lojas Woolworth fundadas pelos dois irmãos e outros.
Durante a Grande Depressão, a Woolworth era já uma empresa poderosa e em 1937 uma multinacional com 2829 lojas nos Estados Unidos, Canadá, Reino Unido e Cuba. Nesse ano, em Detroit, 100 funcionárias fizeram uma greve por sete dias sentadas à porta da loja, num evento com grande repercussão nos mídia da altura. Invocando o estilo de vida faustoso da herdeira Woolworth Barbara Hutton, conseguiram que as suas reivindicações fossem atendidas numa vitória sem precedentes para as mulheres trabalhadoras em condições precárias.
A empresa teve um crescimento constante ao longo do século XX, chegando a ser a maior cadeia de lojas de venda a retalho no mundo.
O Woolworth Building em Nova Iorque, foi a sede da companhia durante 85 anos.
A partir dos anos 1980 a concorrência começou a ditar o seu declinio. Em 1997 mudou o nome para "Venator Group" e converteu-se à venda a retalho de produtos para desporto, fechando as restantes lojas que operavam sob a marca Woolworth. Em 2001, a empresa focou-se exclusivamente no mercado de esporte mudando o nome para Foot Locker Inc., assim se mantendo até ao presente.
Atualmente, a "Foot Locker, Inc." (NYSE: FL) é lider mundial na venda a retalho de artigos desportivos, nomeadamente calçado e vestuário. Está sedeada em Nova Iorque e opera em 21 países da América do Norte, Europa e Austrália, através de uma rede de 3 800 lojas.
|  |  |  |